# Банкали II (Сасари)
Банкали II је насеље у Италији у округу Сасари, региону Сардинија.
Према процени из 2011. у насељу је живело 330 становника. Насеље се налази на надморској висини од 73 м.